# جاكي بريغز (لاعب كرة قدم)
جاكي بريغز (بالإنجليزية: Jackie Briggs)‏ هو لاعب كرة قدم بريطاني، ولد في 27 أكتوبر 1924، وتوفي في 1992. لعب مع نادي غيلينغهام.